# Alessio Scarpi
Alessio Scarpi (Jesolo, 19 aprile 1973) è un allenatore di calcio ed ex calciatore italiano, di ruolo portiere, preparatore dei portieri del Genoa.

## Carriera

### Giocatore
Cresciuto nel settore giovanile del Treporti, società del suo paese, approda alla Pasianese-Passons squadra della periferia di Udine dove dopo uno splendido campionato viene acquistato dal Cagliari che nel campionato 1995-1996 lo presta alla Reggina in Serie B per fare il secondo di Sandro Merlo. Dopo le prime due gare di campionato diventerà titolare (Merlo verrà messo in panchina dopo il 7-0 subito dalla Reggina in trasferta contro il Genoa) e rimarrà in riva allo stretto anche per il campionato di Serie B 1996-1997.
Passerà nuovamente al Cagliari in cui militerà per altre cinque stagioni di Serie B e di Serie A. Durante la sua militanza nel Cagliari salvò la vita al compagno di squadra Gianluca Grassadonia, che ebbe un arresto cardio-respiratorio dopo che il centrocampista Tomas Locatelli, provando a saltare il marcatore, lo colpì involontariamente alla testa. Il portiere, unitamente al medico dell'Udinese Giorgio Indovina, lo rianimò mediante respirazione bocca a bocca e tre massaggi cardiaci; per questo motivo fu il primo giocatore a guadagnarsi un 10 nelle pagelle della Gazzetta dello Sport.

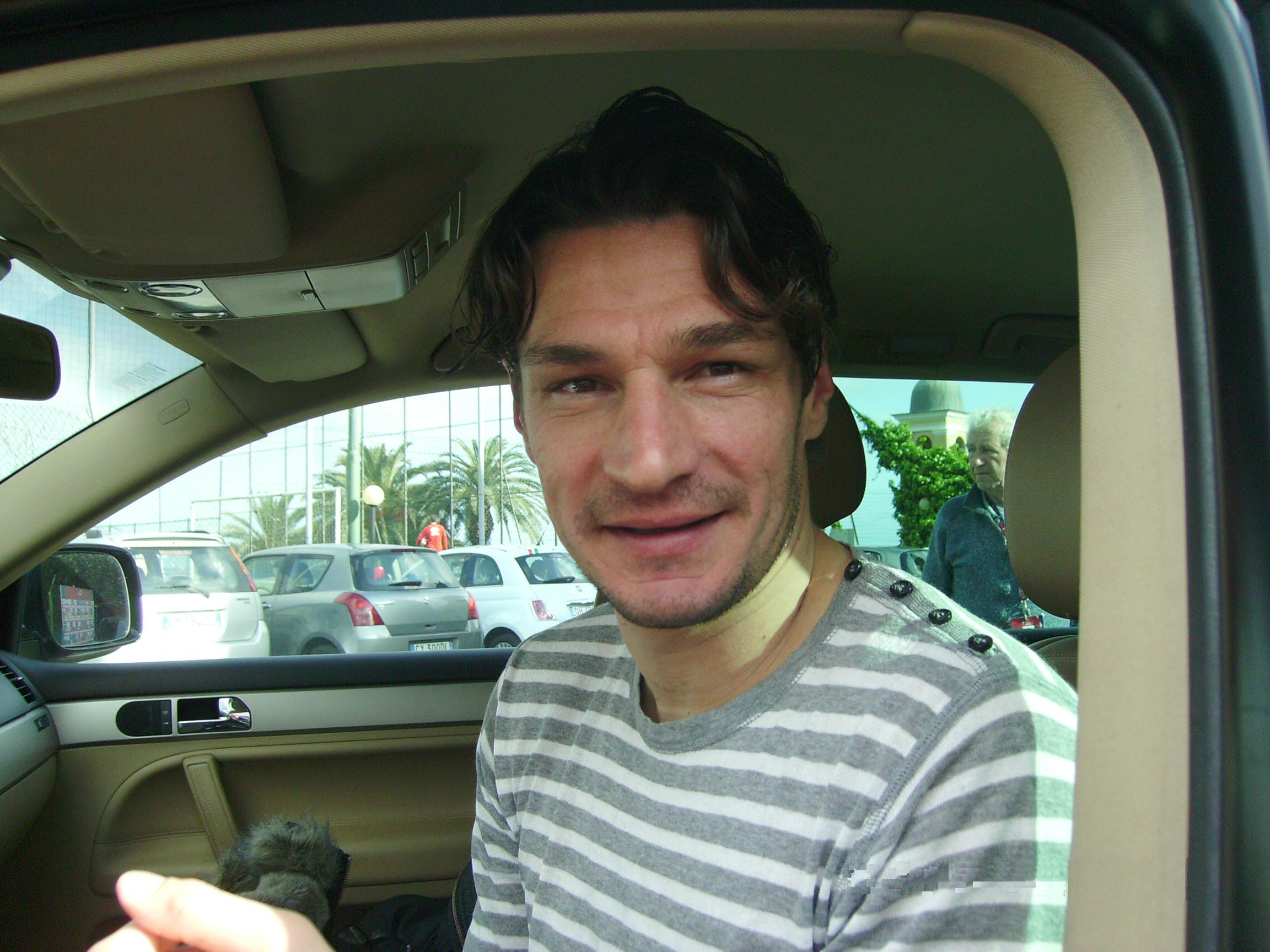
Scarpi nel 2011

Dopo l'esperienza con i sardi passò nella stagione 2002-2003 a parametro zero all'Inter, che lo girerà all'Ancona. Nel gennaio del 2004 passerà al Genoa dove disputa mezzo campionato sotto la gestione di Luigi De Canio per poi ottenere la fiducia di Serse Cosmi. Vince il campionato di Serie B coi rossoblù ed accetta di retrocedere in Serie C1. Assieme a Marco Rossi è l'unico calciatore rimasto dal campionato 2005-2006. Il nuovo tecnico Giovanni Vavassori gli preferisce Massimo Gazzoli e Scarpi si ritrova ai margini della squadra. Con l'arrivo di Attilio Perotti, che aveva sostituito in corsa Vavassori, è rischierato da titolare.
Una volta ceduto nel mercato di gennaio il secondo portiere Nicola Barasso, Scarpi gli succede, sempre come vice di Rubinho, ed esordisce nell'ultimo quarto d'ora di gioco nell'incontro Genoa-Spezia. Affronta i campionati 2007-2008 e 2008-2009 in Serie A come riserva di Rubinho, riuscendo a giocare anche qualche partita. Esordisce in Europa League contro il Lilla il 5 novembre 2009. Gioca nel Genoa fino al 2012, anno in cui rimane svincolato.

### Allenatore
Nel febbraio 2013 entra a far parte del gruppo dei preparatori dei portieri del Genoa, affiancando nel ruolo di primo assistente il preparatore della prima squadra Gianluca Spinelli. Contemporaneamente ricopre il ruolo di coordinatore dei preparatori dei portieri del settore giovanile e della scuola calcio, diventando in seguito il preparatore dei portieri della prima squadra. Lascia il Genoa nell'agosto 2020, dopo 16 anni di militanza, salvo essere richiamato nel dicembre dello stesso anno a causa dell'esonero di Maran a favore del ritorno di Ballardini.